# Gerd Althoff
Gerd Althoff (ur. 9 lipca 1943 w Hamburgu) – niemiecki historyk.

## Życiorys
W 1963 zdał maturę w gimnazjum w Ibbenbüren, a następnie studiował w latach 1965–1970 historię i germanistykę w Münster i Heidelbergu. W 1974 uzyskał w Münster doktorat na podstawie pracy Das Necrolog von Borghorst. Przez następne 6 lat był asystentem na uniwersytecie we Fryburgu Bryzgowijskim, gdzie w 1981 habilitował się. W 1986 został profesorem uniwersytetu w Münster, następnie pracował także na uczelniach w Gießen (1990) i Bonn (1995). W 1997 powrócił do Münster.
Zajmuje się historią Niemiec w średniowieczu, zwłaszcza w czasie panowania dynastii Ludolfingów.

## Wybrane publikacje
- Das Necrolog von Borghorst. Edition und Untersuchung, Münster 1978, ISBN 3-402-05998-3.
- Adels- und Königsfamilien im Spiegel ihrer Memorialüberlieferung. Studien zum Totengedenken der Billunger und Ottonen, München 1984, ISBN 3-7705-2267-2.
- wraz z Hagen Keller: Heinrich I. und Otto der Große. Neubeginn auf karolingischem Erbe, Göttingen/Zürich 1985, ISBN 3-7881-0122-9.
- Verwandte, Freunde und Getreue. Zum politischen Stellenwert der Gruppenbindungen im früheren Mittelalter, Darmstadt 1990, ISBN 3-534-04125-9.
- Amicitiae und Pacta. Bündnis, Einung, Politik und Gebetsgedenken im beginnenden 10. Jahrhundert, Hannover 1992, ISBN 3-7752-5437-4.
- Otto III. (Gestalten des Mittelalters und der Renaissance), Darmstadt 1996, ISBN 3-534-11274-1.
- Spielregeln der Politik im Mittelalter. Kommunikation in Frieden und Fehde, Darmstadt 1997, ISBN 3-89678-038-7.
- Die Ottonen. Königsherrschaft ohne Staat, 2. erweiterte Auflage, Stuttgart u.a. 2005, ISBN 3-17-018597-7. (wydanie polskie Ottonowie. Władza królewska bez państwa, Warszawa 2009 ISBN 978-83-235-0599-0)
- Die Macht der Rituale. Symbolik und Herrschaft im Mittelalter, Darmstadt 2003, ISBN 3-534-14749-9.
- Inszenierte Herrschaft. Geschichtsschreibung und politisches Handeln im Mittelalter, Darmstadt 2003, ISBN 3-534-17247-7.
- Heinrich IV. (Gestalten des Mittelalters und der Renaissance), Darmstadt 2006, ISBN 3-534-11273-3.
- wspólnie z Hagenem Kellerem: Die Zeit der späten Karolinger und der Ottonen: Krisen und Konsolidierungen 888–1024, 10., völlig neu bearbeitete Auflage, Stuttgart 2008, ISBN 978-3-608-60003-2.
- Kontrolle der Macht. Formen und Regeln politischer Beratung im Mittelalter. Wissenschaftliche Buchgesellschaft, Darmstadt 2016, ISBN 3-534-26784-2.

## Publikacje w języku polskim
- Potęga Rytuału. Symbolika władzy w średniowieczu, Wydawnictwo Naukowe PWN, 2011, ISBN 978-83-01-16592-5.
- Ottonowie. Władza królewska bez państwa, WUW 2009, ISBN 978-83-235-0599-0.